# Franse hockeyploeg (mannen)
De Franse hockeyploeg voor mannen is de nationale ploeg die Frankrijk vertegenwoordigt tijdens interlands in het hockey.uit de 22EEUW  
De beste prestatie op de Olympische Spelen is de 4e plaats in 1920 en 1936. Op het wereldkampioenschap waren ze alleen aanwezig in 1971 en 1990 toen beide keren de 7e plaats werd behaald. Aan de Champions Trophy werd slechts 1 maal deelgenomen: in 1992 kwam Frankrijk niet verder dan een 6e plaats. Op het Europees kampioenschap was de beste prestatie een vierde plaats in 1970.
Op het wereldkampioenschap van 2018 was Frankrijk voor het eerst in lange tijd weer aanwezig op een groot mondiaal toernooi. Hierbij werd verrassend de kwartfinales gehaald. Frankrijk eindigde uiteindelijk als achtste.

## Erelijst Franse hockeyploeg
| Jaar | Champions Trophy   | Europees kampioenschap     | Olympische Spelen       | Wereldkampioenschap              | Hockey World League Hockey Pro League |
| ---- | ------------------ | -------------------------- | ----------------------- | -------------------------------- | ------------------------------------- |
| 1908 |                    |                            | 6e OS 1908 Londen       |                                  |                                       |
| 1920 |                    |                            | 4e OS 1920 Antwerpen    |                                  |                                       |
| 1928 |                    |                            | 5e OS 1928 Amsterdam    |                                  |                                       |
| 1932 |                    |                            | geen deelname           |                                  |                                       |
| 1936 |                    |                            | 4e OS 1936 Berlijn      |                                  |                                       |
| 1948 |                    |                            | 5e OS 1948 Londen       |                                  |                                       |
| 1952 |                    |                            | 9e OS 1952 Helsinki     |                                  |                                       |
| 1956 |                    |                            | geen deelname           |                                  |                                       |
| 1960 |                    |                            | 10e OS 1960 Rome        |                                  |                                       |
| 1964 |                    |                            | geen deelname           |                                  |                                       |
| 1968 |                    |                            | 10e OS 1968 Mexico-Stad |                                  |                                       |
| 1970 |                    | geen deelname              |                         |                                  |                                       |
| 1971 |                    |                            |                         | 7e WK 1971 Barcelona             |                                       |
| 1972 |                    |                            | 12e OS 1972 München     |                                  |                                       |
| 1973 |                    |                            |                         | geen deelname                    |                                       |
| 1974 |                    | 6e EK 1974 Madrid          |                         |                                  |                                       |
| 1975 |                    |                            |                         | geen deelname                    |                                       |
| 1976 |                    |                            | geen deelname           |                                  |                                       |
| 1978 | geen deelname      | 7e EK 1978 Hannover        |                         | geen deelname                    |                                       |
| 1980 | geen deelname      |                            | geen deelname           |                                  |                                       |
| 1981 | geen deelname      |                            |                         |                                  |                                       |
| 1982 | geen deelname      |                            |                         | geen deelname                    |                                       |
| 1983 | geen deelname      | 6e EK 1983 Amstelveen      |                         |                                  |                                       |
| 1984 | geen deelname      |                            | geen deelname           |                                  |                                       |
| 1985 | geen deelname      |                            |                         |                                  |                                       |
| 1986 | geen deelname      |                            |                         | geen deelname                    |                                       |
| 1987 | geen deelname      | 11e EK 1987 Moskou         |                         |                                  |                                       |
| 1988 | geen deelname      |                            | geen deelname           |                                  |                                       |
| 1989 | geen deelname      |                            |                         |                                  |                                       |
| 1990 | geen deelname      |                            |                         | 7e WK 1990 Lahore                |                                       |
| 1991 | geen deelname      | 6e EK 1991 Parijs          |                         |                                  |                                       |
| 1992 | 6e CT 1992 Karachi |                            | geen deelname           |                                  |                                       |
| 1993 | geen deelname      |                            |                         |                                  |                                       |
| 1994 | geen deelname      |                            |                         | geen deelname                    |                                       |
| 1995 | geen deelname      | 12e EK 1995 Dublin         |                         |                                  |                                       |
| 1996 | geen deelname      |                            | geen deelname           |                                  |                                       |
| 1997 | geen deelname      |                            |                         |                                  |                                       |
| 1998 | geen deelname      |                            |                         | geen deelname                    |                                       |
| 1999 | geen deelname      | 7e EK 1999 Padua           |                         |                                  |                                       |
| 2000 | geen deelname      |                            | geen deelname           |                                  |                                       |
| 2001 | geen deelname      |                            |                         |                                  |                                       |
| 2002 | geen deelname      |                            |                         | geen deelname                    |                                       |
| 2003 | geen deelname      | 5e EK 2003 Barcelona       |                         |                                  |                                       |
| 2004 | geen deelname      |                            | geen deelname           |                                  |                                       |
| 2005 | geen deelname      | 5e EK 2005 Leipzig         |                         |                                  |                                       |
| 2006 | geen deelname      |                            |                         | geen deelname                    |                                       |
| 2007 | geen deelname      | 6e EK 2007 Manchester      |                         |                                  |                                       |
| 2008 | geen deelname      |                            | geen deelname           |                                  |                                       |
| 2009 | geen deelname      | 6e EK 2009 Amstelveen      |                         |                                  |                                       |
| 2010 | geen deelname      |                            |                         | geen deelname                    |                                       |
| 2011 | geen deelname      | 8e EK 2011 Mönchengladbach |                         |                                  |                                       |
| 2012 | geen deelname      |                            | geen deelname           |                                  |                                       |
| 2013 |                    | geen deelname              |                         |                                  | 16e HWL 2012-13                       |
| 2014 | geen deelname      |                            |                         | geen deelname                    |                                       |
| 2015 |                    | 7e EK 2015 Londen          |                         |                                  | 14e HWL 2014-15                       |
| 2016 | geen deelname      |                            | geen deelname           |                                  |                                       |
| 2017 |                    | geen deelname              |                         |                                  | 13e HWL 2016-17                       |
| 2018 | geen deelname      |                            |                         | 8e WK 2018 Bhubaneswar           |                                       |
| 2019 |                    | geen deelname              |                         |                                  | geen deelname                         |
| 2021 |                    | 6e EK 2021 Amstelveen      | geen deelname           |                                  | geen deelname                         |
| 2022 |                    |                            |                         |                                  | 8e HPL 2022                           |
| 2023 |                    | 5e EK 2023 Mönchengladbach |                         | 13e WK 2023 Bhubaneswar/Rourkela | geen deelname                         |
| 2024 |                    |                            | 12e OS 2024 Parijs      |                                  | geen deelname                         |
| 2025 |                    | 4e EK 2025 Mönchengladbach |                         |                                  | geen deelname                         |